# Piedra de escándalo
Piedra de escándalo (o piedra de la discordia) es una expresión que significa "motivo de escándalo".
Algunos[¿quién?] investigadores explican así su origen:
- Por una alusión bíblica. En el Evangelio de san Juan figura el episodio de la mujer adúltera. Allí, una muchedumbre quiere lapidar a una adútera. Jesús lo impide con las palabras: Quien esté libre de pecado, que arroje contra ella la primera piedra.[2]
- Por razones etimológicas. En griego skandalón significa "bloque que entorpece la marcha en un camino". Y según este significado estricto del vocablo, derivaría la connotación: acto que mueve a la indignación y al espontáneo movimiento anímico, singular o social, de sobresalto.[3][4]